# Westminster Bridge
Westminster Bridge is een boogbrug in Londen over de Theems tussen de wijken Westminster en Lambeth.
De huidige brug is de tweede die op deze plek ligt. Hij werd geopend in 1862 ter vervanging van de brug uit 1750, die de neiging had heen en weer te zwaaien. Westminster Bridge is een smeedijzeren brug met zeven bogen en gotische bewerkingen door Charles Barry, de architect van het nabijgelegen Palace of Westminster.
De brug verbindt de parlementsgebouwen aan de westoever met de County Hall en het reuzenrad de London Eye aan de overzijde. Op 22 maart 2017 reed de terrorist Khalid Masood op de brug in op voetgangers (aanslag in Londen van maart 2017). Hierbij raakten ongeveer veertig mensen gewond en overleden er zes mensen, waaronder een politieagent, die werd neergestoken, en de aanslagpleger zelf, die werd neergeschoten door de politie. De aanslag is opgeëist door terroristische organisatie IS. Sindsdien zijn betonnen en stalen obstakels aan weerskanten van de brug geplaatst om nieuwe aanslagen te voorkomen.
Stroomafwaarts ligt Hungerford Bridge en stroomopwaarts Lambeth Bridge.

## Kleur
De, voornamelijk, groene kleur van de brug correspondeert met de kleuren van de banken van het Britse Lagerhuis, net zoals de rode kleur van de Lambeth Bridge overeenkomt met de banken in het Britse Hogerhuis. Volgens de traditie mogen de leden van het Lagerhuis alleen over de Westminster Bridge en niet over de Lambeth Bridge, die alleen bestemd is voor leden van het Hogerhuis.

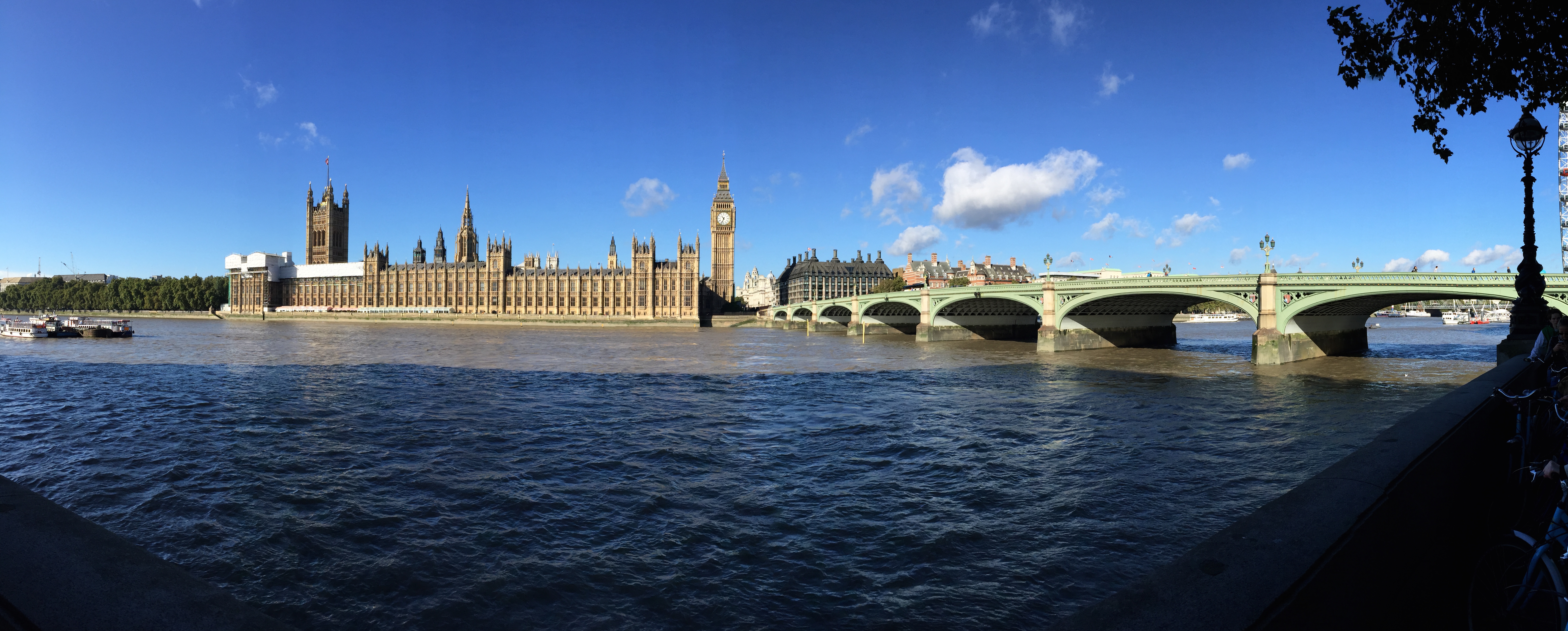
Panoramafoto van Parliament met Big Ben en Westminster Bridge in London. Foto gemaakt vanaf zuidkant van de Theems.

Albert Bridge · Chelsea Bridge · Grosvenor Bridge · Vauxhall Bridge · Lambeth Bridge · Westminster Bridge · Hungerford Bridge · Waterloo Bridge · Blackfriars Bridge · Blackfriars Railway Bridge · Millennium Bridge · Southwark Bridge · Cannon Street Railway Bridge · London Bridge · Tower Bridge

Zie ook: Lijst van oeververbindingen van de Theems